# 副魮
副魮（学名：Barbus parablabes）為輻鰭魚綱鯉形目鯉科魮屬的其中一個種。該物種於1957年由Jacques Daget描述，分布於非洲佛塔河流域，體長可達6.2公分。

## 扩展阅读
維基物種上的相關：副魮